# Ventabren
Ventabren [vɛ̃tabʁɛ̃] ist eine französische Gemeinde mit 5613 Einwohnern (Stand 1. Januar 2022) im Département Bouches-du-Rhône in der Region Provence-Alpes-Côte d’Azur.

## Geografie
Ventabren liegt 14 Kilometer westlich von Aix-en-Provence, 21 Kilometer von Salon-de-Provence und 40 Kilometer von Marseille entfernt. Nachbarorte sind Velaux, Coudoux, Éguilles und La Fare-les-Oliviers. An der südlichen Gemeindegrenze verläuft der Fluss Arc, dessen Tal vom Aquädukt von Roquefavour überspannt wird.
Der historische Ortskern liegt, wie für viele provenzalische Dörfer typisch, auf einer Anhöhe über dem Tal. Die Bebauung aus jüngerer Zeit reicht bis zur Autobahn A 8, die den Ort in Ost-West-Richtung im Tal tangiert, und zum Teil draüber hinaus.
Neben dem Hauptort gehören zur Gemeinde: La Pinéte, Le Pechou, Le Puits du Saule, Les Méjeans, Maralouine, Roquefavour und Roquetaillant.

## Geschichte
Die erste Besiedlung im heutigen Gemeindegebiet erfolgte 8000 vor Christus durch die Montadiner. Vor rund 2200 Jahren lebten die Salluvier auf dem Gebiet. Im Jahr 102 v. Chr. entstand auf einer Ebene am heute noch existierenden Aquädukt Roquefavour ein römisches Lager des Feldherren Gaius Marius. In der zweiten Hälfte des 1. Jahrhunderts v. Chr. hatte es eine befestigte Siedlung gegeben, die jedoch um 25 v. Chr. aufgegeben wurde.

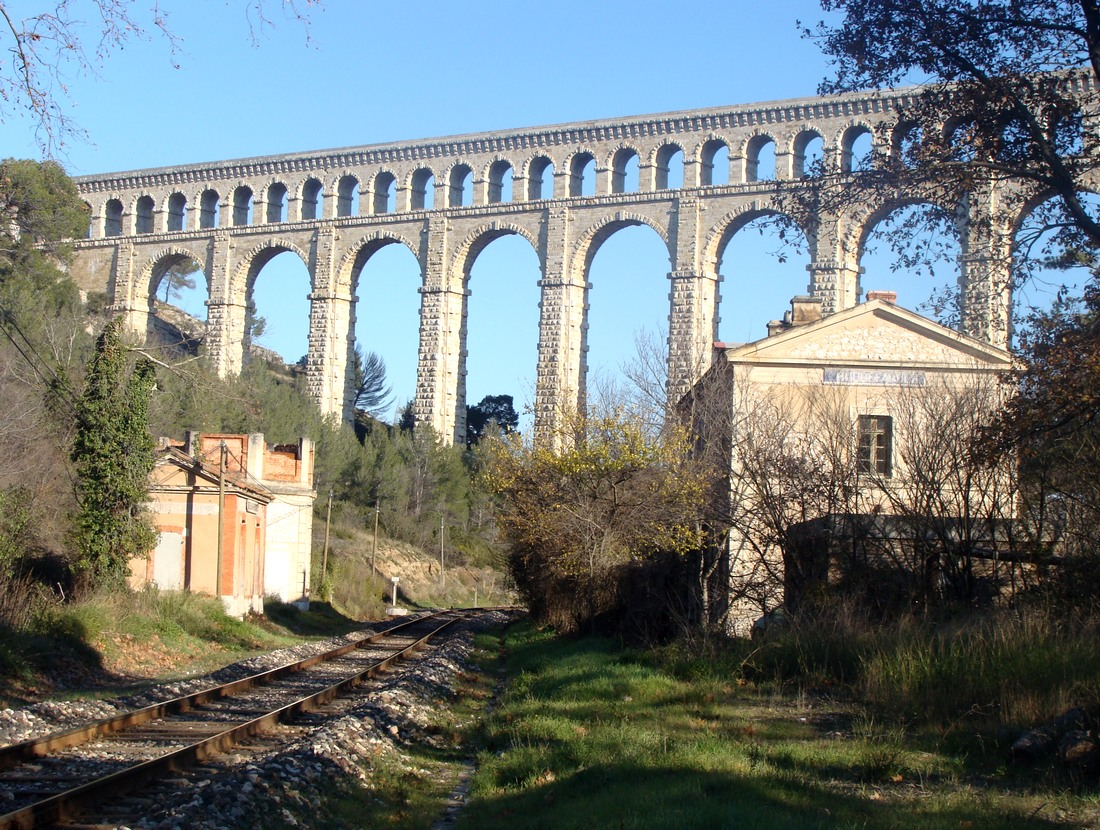
Aquädukt von Roquefavour, davor der stillgelegte Bahnhof Roquefavour

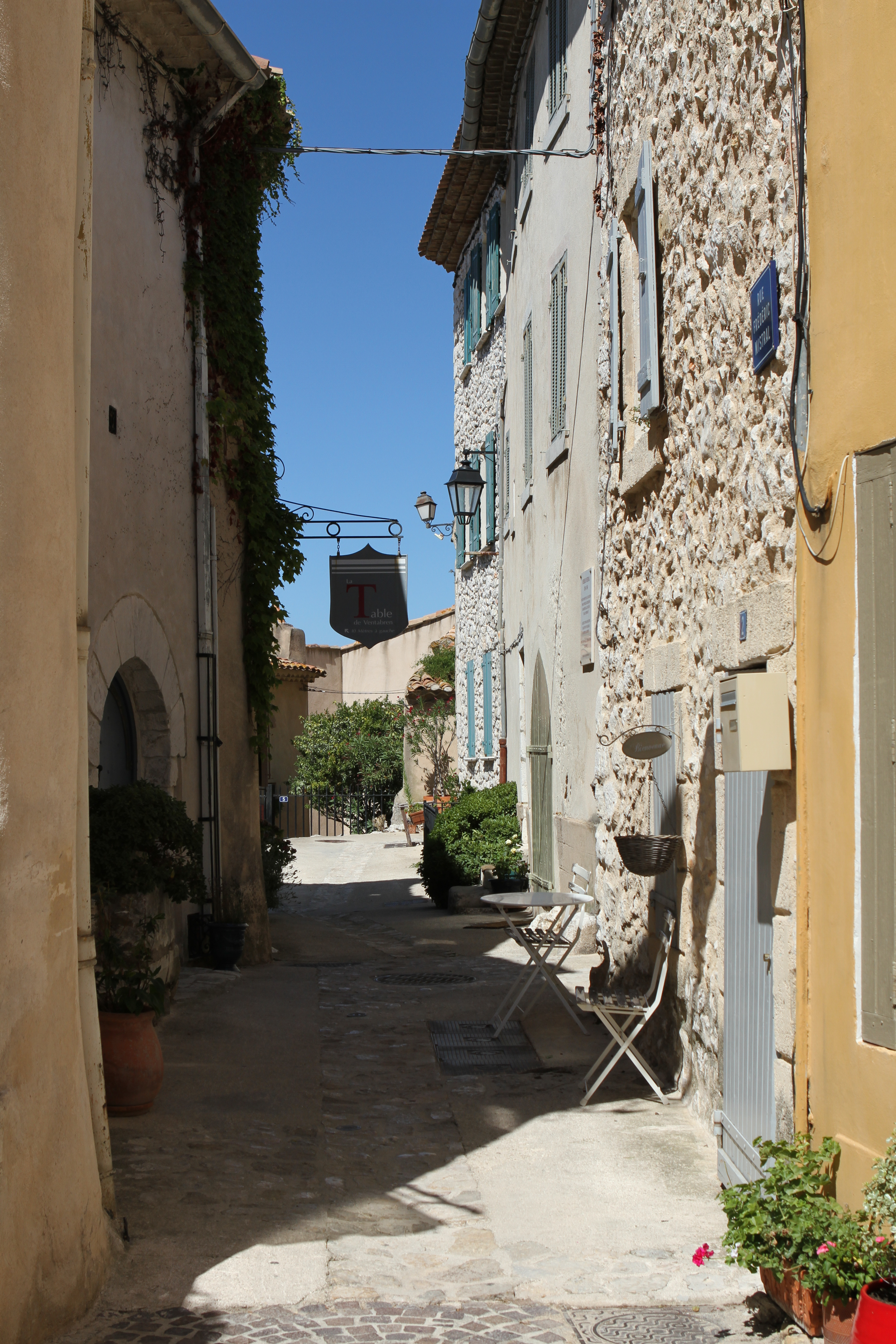
Rue Frédéric Mistral

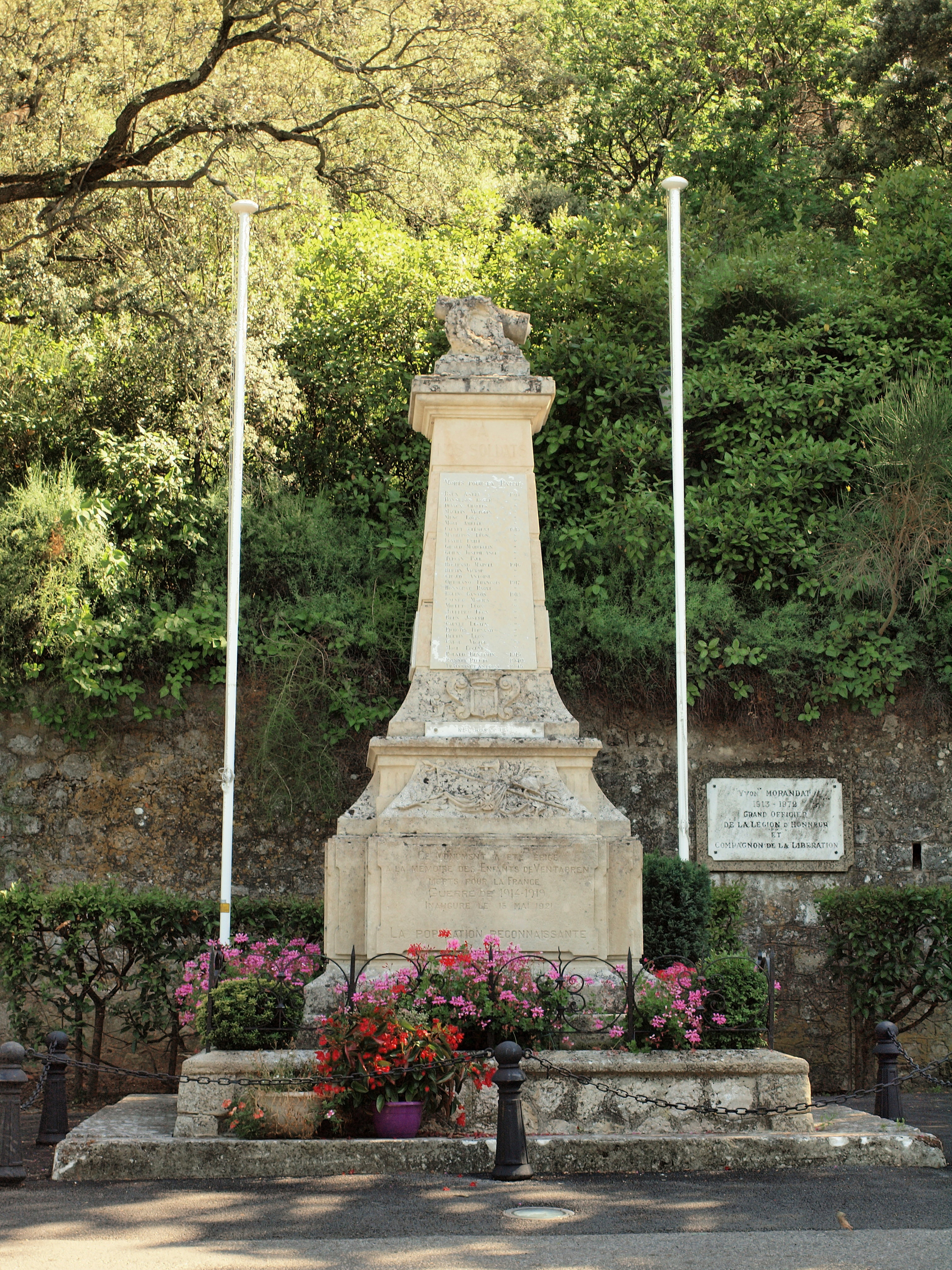
Gefallenendenkmal

Nach der Zerstörung durch die Sarazenen im 10. Jahrhundert siedelten sich die Bewohner auf der Hochebene an.  Daraufhin, etwa zwischen 920 und 940, wurde eine Burg errichtet, um die herum das Dorf Ventabren entstand. Einem Dokument von 1170 zufolge gehörte das Dorf den Grafen von Les-Baux. Die Burg war eine äußerst stabile Festung, die nur einen einzigen Zugang hatte, und besaß eine eigene Kapelle. Während der Regierungszeit Johannas I., die Gräfin der Provence und Königin von Neapel war, gewann die Burg an Bedeutung. Kurz vor ihrem Tod, verkaufte ihr Adoptivsohn 1381 die Burg, die daraufhin Besitz verschiedener Herren war. Während diverser Kriege blieb sie unbeschädigt. 1794 wurde im Zuge der Revolution ihr Abriss beschlossen, der von den Einwohnern unterstützt wurde.
In der ersten Hälfte des 19. Jahrhunderts wurde der Canal de Marseille gebaut, der Marseille mit Wasser der Durance versorgt und das Gemeindegebiet von Nordwesten nach Süden durchquert. Mit einem imposanten Aquädukt wird der Kanal bei Roquefavour über das Tal des Arc geführt.
1851 gab es im Ort 327 Häuser. Am 31. August 1857 wurde die Eröffnung des Bahnhofs Roquefavour mit einem Festessen gefeiert. Im 19. Jahrhundert entstanden mehrere Fabriken, zuerst 1820 ein Werk, dias Kupfererz verarbeitete. 1830 folgte eine Papierfabrik. 1869 gab es im Ort vier Mühlen, 1890 sechs Olivenölbetriebe. Der elektrische Strom wurde 1924 eingeführt.

## Wappen
Blasonierung: ‚Unter roten Schildhaupt, darin eine goldene Sonne mit Gesicht, in Blau ein aus silbernen Wellen aufragender silberner Berg.‘

## Kultur und Sehenswürdigkeiten
- Kirche aus dem 17. Jahrhundert
- Burgruine
- Windmühle
- Aquädukt von Roquefavour (Monument historique)
- Heimatmuseum

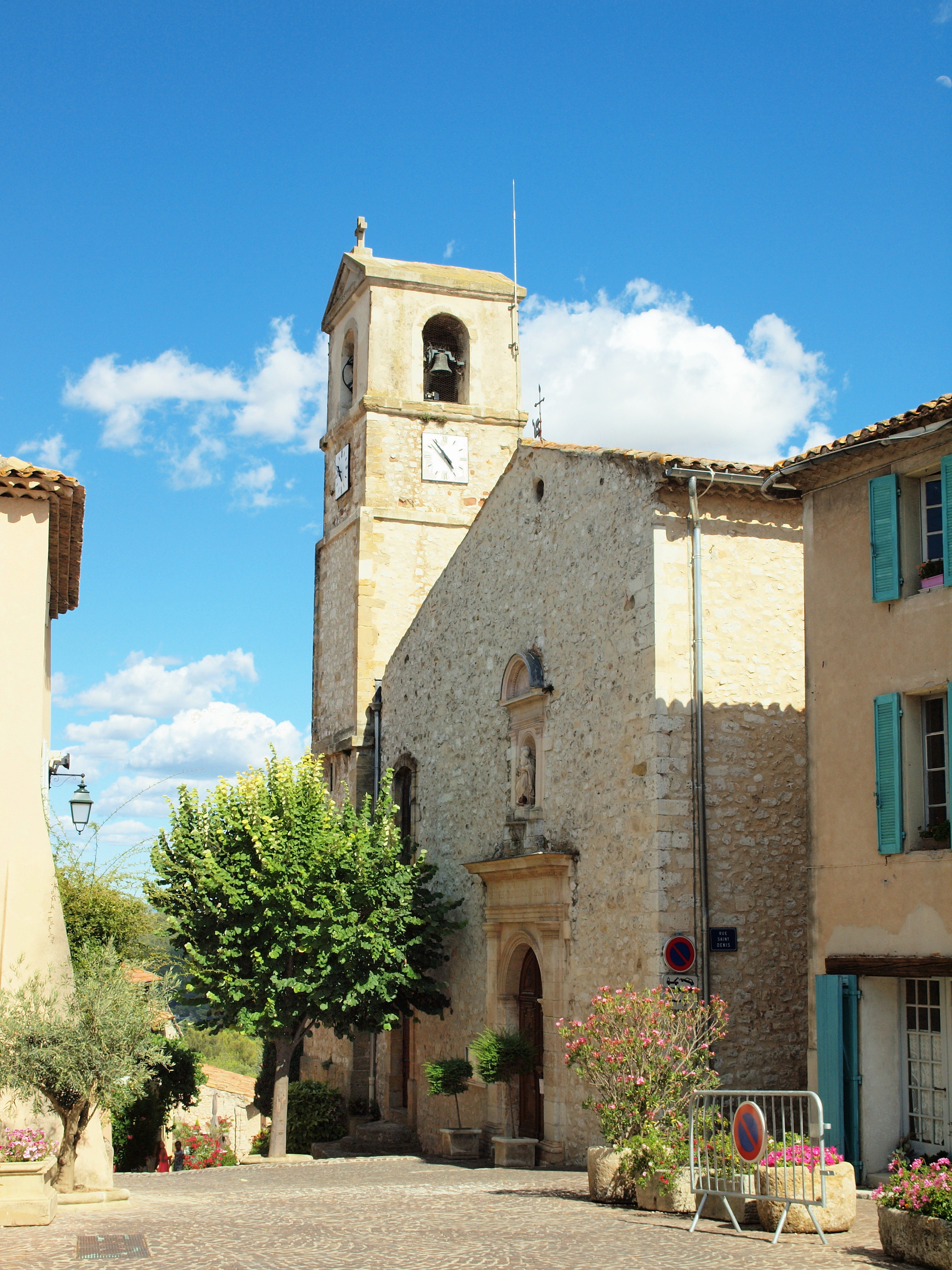
Kirche Saint-Denis
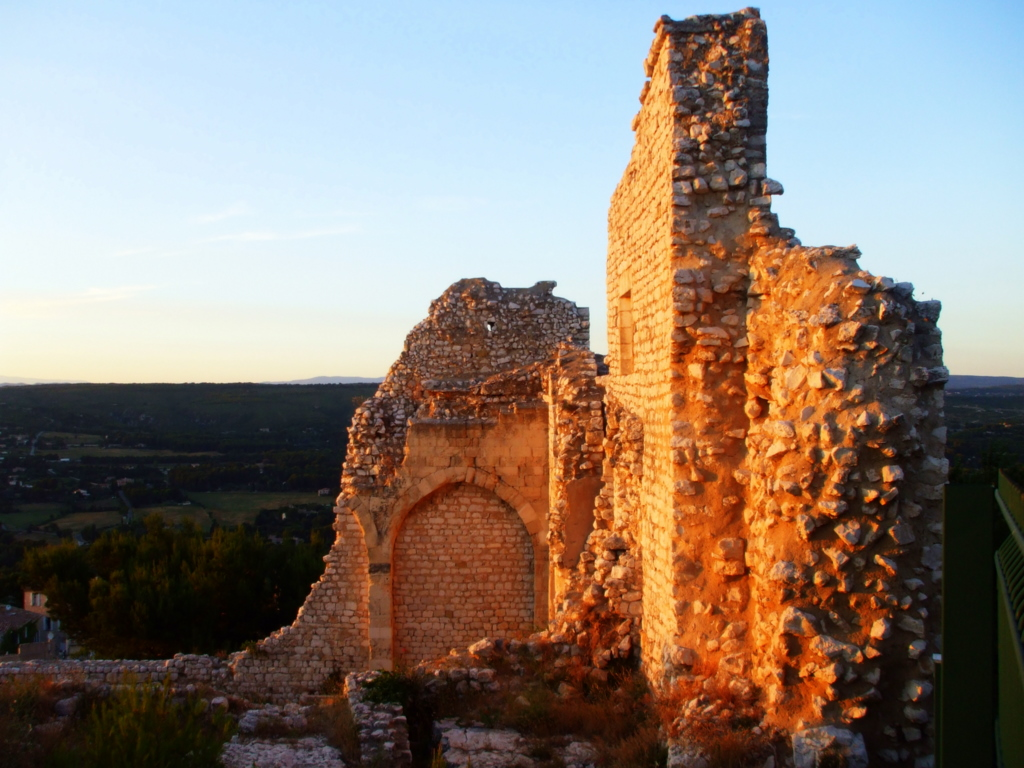
Burgruine
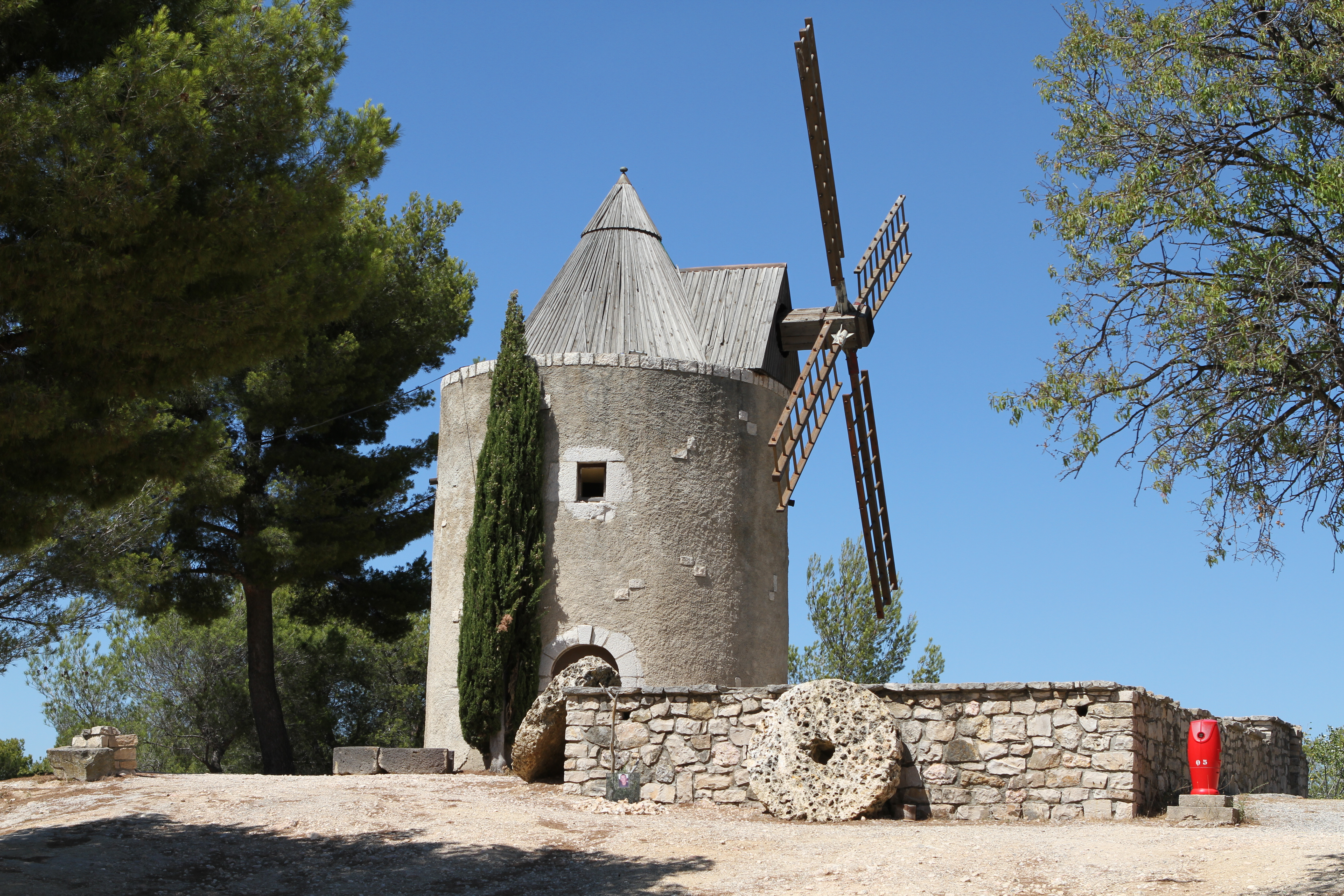
Windmühle

## Verkehr

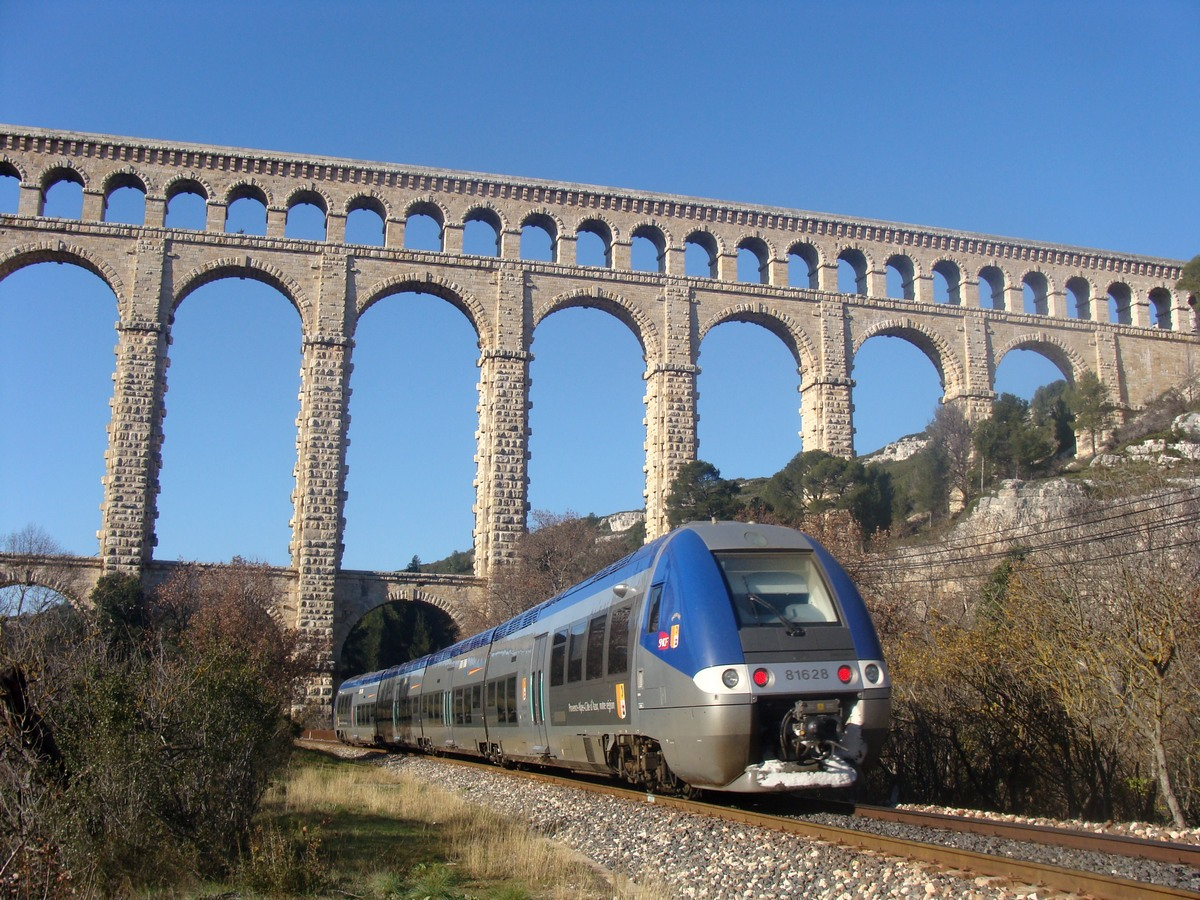
Zug bei Roquefavour auf der Bahnstrecke Rognac–Aix-en-Provence

Bei Roquefavour berührt die Bahnstrecke Rognac–Aix-en-Provence das Gemeindegebiet. Sie wurde 1856 von der Compagnie du chemin de fer de Lyon à la Méditerranée eröffnet. Aktuell halten am Bahnhof Roquefavour keine Züge mehr.
In Ventabren kreuzen sich die Departementsstraßen D 10 (Relation Miramas–Aix-en-Provence) und D 64. Nördlich des Orts verläuft die Autobahn A 8, die im Nachbarort Coudoux in einem Autobahndreieck auf die A 7 endet. Dort existiert eine gleichnamige Anschlussstelle.

## Demografie

### Bevölkerungsentwicklung
Datengrundlage: INSEE
| Jahr      | 1962 | 1968 | 1975 | 1982 | 1990 | 1999 | 2008 | 2016 | 2022 |
| Einwohner | 603  | 934  | 1537 | 2717 | 3742 | 4549 | 4766 | 5357 | 5613 |

### Altersstruktur
27 Prozent der Bevölkerung sind 19 Jahre alt oder jünger. Vier Prozent der Bevölkerung sind 75 Jahre alt oder älter.

## Persönlichkeiten
- Albert Baldasseroni (* 1933), Radrennfahrer